# ثيسا مينيزيس
```
ثيسا دي مينيزيس
 (من مواليد 15 مايو 1987 في 
ريو دي جانيرو
 ) أو المعروفة  باسم 
ثيسا مينيزيس
 أو 
تايسا
 ، هي لاعبة 
كرة
 طائرة محترفة من 
البرازيل
 .لعبت في الفريق البرازيلي الذي فاز بالميدالية الذهبية في أولمبياد صيف 2008. 
[
1
]
```

## الأندية
- ميناس تينيس كلوب (2002-2005)
- ريو دي جانيرو فولي كلوب (2005-2008)
- أوساسكو فوليبول كلوب (2008-2016)
- Eczacıbaşı VitrA (2016-2018)
- هنود باروي (2018-2019)
- ميناس تينيس كلوب (2019–)

## جوائز

### أفراد
- بطولة العالم للأندية FIVB 2010 - "أفضل Spiker"
- كأس عموم أمريكا 2011 - "أفضل مانع"
- جائزة FIVB World Grand Prix لعام 2011 - "أفضل خادم"
- التصفيات المؤهلة لدورة الألعاب الأولمبية الصيفية 2012 في أمريكا الجنوبية - "أفضل مانع"
- جائزة FIVB World Grand Prix لعام 2012 - "أفضل مانع"
- بطولة أمريكا الجنوبية للأندية 2012 - "أفضل مانع"
- بطولة العالم للأندية 2013 FIVB - "أفضل Spiker"
- جائزة FIVB World Grand Prix 2013 - "أفضل لاعب ذو قيمة"
- جائزة FIVB World Grand Prix 2013 - "أفضل مانع بلوك"
- 2013-2014 الدوري البرازيلي - "أفضل مانع"
- بطولة العالم 2014 FIVB - "أفضل بلوكير الأوسط"
- بطولة العالم للأندية 2014 FIVB - "أفضل لعبة بلوك ميدل"
- جائزة FIVB World Grand Prix لعام 2016 - "أفضل مانع بلوك الأوسط" [2]

### الأندية
- 2005-06 الدوري البرازيلي الممتاز - بطل ، مع ريكسونا أديس
- 2006 - الدوري البرازيلي الممتاز - بطل ، مع ريكسونا أديس
- 2007-2008 الدوري البرازيلي - بطل ، مع ريكسونا أديس
- الدوري البرازيلي الممتاز 2009-2010 - بطل ، مع سولي أوساسكو
- 2011-12 الدوري البرازيلي الممتاز - بطل ، مع سولي أوساسكو
- بطولة أمريكا الجنوبية للأندية 2009 - بطل ، مع موليكو أوساسكو
- بطولة أمريكا الجنوبية للأندية 2010 - بطل ، مع موليكو أوساسكو
- بطولة أمريكا الجنوبية للأندية 2011 - بطل ، مع موليكو أوساسكو
- بطولة أمريكا الجنوبية للأندية 2012 - بطل ، مع موليكو أوساسكو
- بطولة أمريكا الجنوبية 2014 للأندية - الوصيف ، مع موليكو أوساسكو
- بطولة أمريكا الجنوبية 2015 للأندية - الوصيف ، مع موليكو أوساسكو
- بطولة العالم للأندية FIVB 2010 - الوصيف ، مع سوليس أوساسكو
- بطولة العالم للأندية 2012 FIVB - بطل مع سولي نستله أوساسكو
- بطولة العالم للأندية 2014 FIVB - الوصيف ، مع موليكو أوساسكو
- بطولة العالم للأندية - 2016 بطل ، مع Eczacıbaşı VitrA

## روابط خارجية
- ثيسا مينيزيس على موقع الاتحاد الأوروبي (الإنجليزية)
- ثيسا مينيزيس على موقع أوليمبيديا (الإنجليزية)
- ثيسا مينيزيس على موقع اللجنة الأولمبية البرازيلية (البرتغالية)
- السيرة الذاتية للرياضيين في موقع أولمبياد 2008